# 圣佩尔
圣佩尔（法語：Saint-Père，法語發音：[sɛ̃ pɛʁ] ⓘ）是法国涅夫勒省的一个市镇，属于卢瓦尔河畔科讷库尔区。

## 地理
圣佩尔（47°24'43"N, 2°57'37"E）面积17.09 平方千米，位于法国勃艮第-弗朗什-孔泰大區涅夫勒省，该省份为法国中部省份，北至约讷省，西北接卢瓦雷省，西接谢尔省，南至阿列省，东南接索恩-卢瓦尔省，东临科多尔省。
与圣佩尔接壤的市镇（或旧市镇、城区）包括：普尼、诺安河畔圣马丹、卢瓦尔河畔科讷库尔、圣卢德布瓦。

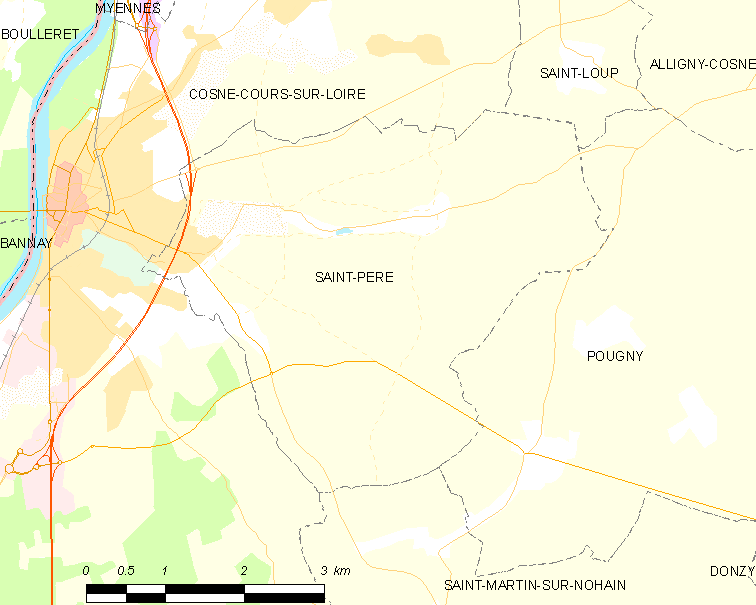
圣佩尔的OSM定位图

圣佩尔的时区为UTC+01:00、UTC+02:00（夏令时）。

## 行政
圣佩尔的邮政编码为58200，INSEE市镇编码为58261。

## 政治
圣佩尔所属的省级选区为卢瓦尔河畔科讷库尔县。

## 人口

1962-2008年间圣佩尔人口变化图示

圣佩尔于2022年1月1日时的人口数量为1047人。